# Euthyone melanocera
Euthyone melanocera är en fjärilsart som beskrevs av William Schaus 1899. Euthyone melanocera ingår i släktet Euthyone och familjen björnspinnare. Inga underarter finns listade i Catalogue of Life.